# David Sánchez Rodríguez
David Sánchez Rodríguez (Sevilla, 25 de julio de 1982) es un exfutbolista español que jugaba de centrocampista, concretamente como mediocentro organizador. Su último equipo como entrenador fue el Xerez D. F. C.

## Trayectoria deportiva

### Como jugador
David Sánchez inició su formación en la cantera del Sevilla F. C. siendo captado por el F. C. Barcelona en la etapa juvenil. En la temporada 01/02 debutó en 2.ªB en las filas del F. C. Barcelona B, permaneciendo en el Miniestadi dos temporadas. Llegó a debutar con el F. C. Barcelona, junto a Sergio García, en Liga de Campeones en la victoria (0-1) sobre el Club Brujas belga en la temporada 02/03.
En verano de 2005 fue cedido al Albacete B. (1.ª División), pudiendo debutar en la categoría frente al C.At. Madrid con derrota (1-0), además de alcanzar cierta repercusión mediática gracias al gol de vaselina marcado a la Real Sociedad de F.. En su segunda temporada en Carlos Belmonte rescindió su contrato de cesión y fichó en el mes de abril al Deportivo Alavés (2.ª División), consiguiendo el ascenso a 1.ª División al finalizar la temporada. En verano regresó ya libre al Queso mecánico, el equipo había bajado a 2.ª División y contó con sus servicios dos temporadas más.
En la temporada 07-08 fichó por el recién descendido C. Gimnástic de Tarragona (2.ª), club que le traspasó al finalizar la temporada al F.C. Politehnica Timișoara (Liga I) rumano por 500000 euros. En el mercado invernal de la temporada 08-09 el club lo cede al F.C. Gloria Buzău (Liga I), siendo liberado por su club de origen a la vuelta de su cesión.
Tras un año prácticamente sin equipo (Tuvo una breve etapa en el C.D. Castellón de 2.ª sin llegar a debutar por problemas con el transfer), en octubre de 2010 fichó por el Elche C. F. (2.ª) en su última temporada en la categoría.
Posteriormente inició un periplo por la 2.ªB por diferentes equipos: C.D. Atlético Baleares (11-13), C. Gimnástic de Tarragona (13-14) y U. D. Melilla (14-16). En el mercado de invierno de temporada 15-16 abandonó el equipo norteafricano para fichar por el Cádiz C. F. (2.ªB), logrando el ascenso a final de temporada.
En la nueva temporada no entraba en los planes del club por lo que firmó por el C.D. Atlético Baleares (2.ªB), para firmar en el mercado invernal por su actual club, el Real Murcia C.F. (2.ªB).

### Como entrenador
Tras retirarse como jugador en 2019, David pasó a formar parte de la secretaría técnica y a entrenar al Cadete A del Real Murcia C.F.
En la temporada 2021-22, se hace cargo del Real Murcia Imperial Club de Fútbol del Grupo XIII de la Tercera División de España. 
El 25 de junio de 2022, renueva durante una temporada más para dirigir al filial pimentonero en la Tercera División de España.
El 3 de junio de 2023, se anunció su incorporación al Xerez DFC de la Tercera Federación. al que ascendió a Segunda Federación y estuvo entrenando hasta el 9 de febrero de 2025.

## Clubes

### Como jugador
| Club                       | País    | Temporada               |
| -------------------------- | ------- | ----------------------- |
| FC Barcelona B             | España  | 2001–2003               |
| FC Barcelona               | España  | 2002-2003               |
| Albacete (cedido)          | España  | 2003–2005               |
| Deportivo Alavés (cedido)  | España  | 2004–2005 (desde abril) |
| Albacete                   | España  | 2005–2007               |
| C. Gimnástic de Tarragona  | España  | 2007–2008               |
| F.C. Politehnica Timișoara | Rumanía | 2008–2009 (1.ª vuelta)  |
| F.C. Gloria Buzău (cedido) | Rumanía | 2008–2009 (2.ª vuelta)  |
| Elche CF                   | España  | 2010–2011               |
| C.D. Atlético Baleares     | España  | 2011–2013               |
| C. Gimnástic de Tarragona  | España  | 2013–2014               |
| U. D. Melilla              | España  | 2014–2016 (1.ª vuelta   |
| Cádiz C. F.                | España  | 2015–2016 (2.ª vuelta)  |
| C. D. Atlético Baleares    | España  | 2016–2017 (1.ª vuelta)  |
| Real Murcia C.F.           | España  | 2016–2018               |
| Orihuela C. F. (cedido)    | España  | 2018–2019               |

### Como entrenador
| Club                                | País   | Temporada |
| ----------------------------------- | ------ | --------- |
| Real Murcia Imperial Club de Fútbol | España | 2019–2023 |
| Xerez Deportivo FC                  | España | 2023–2025 |

## Palmarés
- Copa Cataluña 1999-2000 con el Fútbol Club Barcelona
- Copa Cataluña 2007-08 con el Gimnástic de Tarragona
- Ascenso del Xerez D.F.C. a Segunda Federación en la temporada 2023-24.[21]